# Mona Simpson
|  | No s'ha de confondre amb Mona Simpson (novel·lista). |

Mona J. Simpson és un personatge de la sèrie animada Els Simpson, i la mare de Homer Simpson. La seva veu ha estat proporcionada per moltes actrius, incloent-hi a Maggie Roswell, Tress MacNeill i més prominentment, Glenn Close. En un episodi es dona a conèixer que ella va néixer el 15 de març de 1929, segons el carnet d'identitat en què figurava el seu veritable nom.
Durant els anys 60, quan Homer era un nen, va ingressar al moviment hippie arribant a participar en l'activisme contra el capitalisme i el consumisme. Durant una operació en la qual el seu grup havia de destruir els experiments biològics del  senyor Burns, quan estaven escapant van llançar a terra a Burns i ella, en comptes d'escapar, va decidir quedar-se a ajudar-lo. Quan Burns es recupera li jura a Mona que l'anava a atrapar per haver-li fet això i ella, des d'aquest moment, escapa de la llei deixant el petit Homer a càrrec del seu marit, Abraham Simpson.